# Гарино (Псковская область)
Га́рино — деревня в центральной части Пушкиногорского района Псковской области. Входит в состав городского поселения Пушкиногорье.
Расположена в 7 км к юго-западу от административного центра района — посёлка городского типа Пушкинские Горы.

## Население
Численность населения деревни по оценке на конец 2010 года составляла 154 человека.

## История
До 3 июня 2010 года деревня входила в состав сельского поселения «Пушкиногорская волость».